# Ischyra planiceps
Ischyra planiceps är en insektsart som först beskrevs av Walker, F. 1869.  Ischyra planiceps ingår i släktet Ischyra och familjen vårtbitare. Inga underarter finns listade i Catalogue of Life.